# (5448) Siebold
(5448) Siebold est un astéroïde de la ceinture principale.

## Description
(5448) Siebold est un astéroïde de la ceinture principale. Il fut découvert le 26 septembre 1992 à Dynic par Atsushi Sugie. Il présente une orbite caractérisée par un demi-grand axe de 2,22 UA, une excentricité de 0,14 et une inclinaison de 4,8° par rapport à l'écliptique.

## Compléments